# Corcelles-près-Concise
Corcelles-près-Concise es una comuna suiza del cantón de Vaud, situada en el distrito de Jura-Nord vaudois. Limita al norte y este con la comuna de Concise, al sur con Yvonand y Cheseaux-Noréaz, al oeste con Onnens, y al noroeste con Bonvillars.
La comuna hizo parte hasta el 31 de diciembre de 2007 del distrito de Grandson, círculo de Concise.